# USS Lamson (DD-328)
USS Lamson (DD-328) là một tàu khu trục lớp Clemson được Hải quân Hoa Kỳ chế tạo vào cuối Chiến tranh Thế giới thứ nhất. Nó là chiếc tàu chiến thứ hai của Hải quân Hoa Kỳ được đặt theo tên Roswell Lamson (1838-1903), anh hùng trong cuộc Nội chiến Hoa Kỳ. Lamson ngừng hoạt động năm 1930 và bị tháo dỡ năm 1931 nhằm tuân thủ quy định hạn chế vũ trang của Hiệp ước Hải quân London

## Thiết kế và chế tạo
Lamson được đặt lườn vào ngày 13 tháng 8 năm 1919 tại xưởng tàu Union Iron Works của hãng Bethlehem Shipbuilding Corporation ở San Francisco, California. Nó được hạ thủy vào ngày 1 tháng 9 năm 1920, được đỡ đầu bởi cô Annette Rolph; và được đưa ra hoạt động vào ngày 19 tháng 4 năm 1921 dưới quyền chỉ huy của Hạm trưởng, Thiếu tá Hải quân F. L. Johnston.

## Lịch sử hoạt động
Sau khi hoàn tất chạy thử máy, Lamson được phân về Hạm đội Đại Tây Dương, đi đến Charleston, South Carolina, vào ngày 28 tháng 12 năm 1921. Từ năm 1921 đến năm 1925, chiếc tàu khu trục hoạt động dọc theo vùng bờ Đông và tại vùng biển Caribe, tham gia các cuộc cơ động hạm đội, tập trận và huấn luyện quân nhân dự bị. Được điều về Lực lượng Hải quân Hoa Kỳ tại Châu Âu, nó rời Boston, Massachusetts vào ngày 18 tháng 6 năm 1925 để hoạt động tại vùng biển châu Âu và Địa Trung Hải. Quay trở về Hoa Kỳ một năm sau đó, nó gia nhập Hạm đội Tuần tiễu và tiếp nối các hoạt động thực hành và cơ động dọc theo bờ biển Đại Tây Dương và vùng biển Caribe.
Lamson được cho xuất biên chế tại Philadelphia, Pennsylvania vào ngày 1 tháng 5 năm 1930, và bị bán cho hãng Boston Iron & Metal Company ở Baltimore, Maryland vào ngày 17 tháng 1 năm 1931 để tháo dỡ. Công việc tháo dỡ được tiến hành từ ngày 18 tháng 10 năm 1934.